# Sabina Guzzanti
Sabina Guzzanti (Rome, 25 juli 1963) is een Italiaans satiricus, actrice, filmregisseuse en schrijver. Haar werk is vooral gericht op het sociale en politieke leven in Italië. 

## Biografie
Sabine Guzzanti werd in 1963 geboren in Rome als oudste dochter van politiek journalist en ex-senator van Forza Italia, Paolo Guzzanti. Guzzanti behaalde haar graduaat aan de Accademia nazionale d'arte drammatica in Rome. Haar eerste optreden was aan de zijde van haar broer, de acteur en komiek Corrado Guzzanti.
Haar carrière ging van start met enkele rollen in succesvolle komische televisieseries zoals Proffimamente... non stop, L'araba fenice, La TV delle ragazze en Scusate l'interruzione. Vooral haar imitaties van de beroemde Italiaanse pornoactrice Moana Pozzi brachten haar populariteit en filmregisseur Giuseppe Bertolucci rekruteerde haar voor zijn film I Cammelli. Voor haar rol in Troppo sole werd Guzzanti in 1995 genomineerd voor de Nastro d'argento voor beste actrice. Ze acteerde in films, toerde langs de Italiaanse theaters met haar eigen komische shows (zoals Con fervido zelo in 1991 en Non io: Sabina e le altre in 1994) en haar eerste onewomanshow La posta del cuore. Guzzanti debuteerde in 1998 als regisseur met de korte film Donna selvaggia.
In november 2003 schreef, regisseerde en trad ze op in de eerste, en meteen ook de laatste aflevering van de politieke satirische laatavond-televisieshow Raiot, uitgezonden op Rai 3. Nadat ze eerste minister Silvio Berlusconi op de korrel genomen had werd ze door de advocaten van Berlusconi’s firma Mediaset aangeklaagd wegens leugens en insinuaties en de show werd afgevoerd. Als protest werd de tweede aflevering van de show live opgenomen in het auditorium van Rome en uitgezonden door onafhankelijke televisiezenders. Later verklaarde Guzzanti dat de eerste aflevering verdwenen was uit de Rai-archieven. Haar versie van het verhaal bracht ze in 2005 in de documentaire Viva Zapatero! die goed ontvangen werd en de Nastro d'argento won voor beste documentaire en werd genomineerd voor onder andere de Europese filmprijzen. In 2005 werd ze opnieuw toegelaten op televisie in de televisieshow Rockpolitik maar werd haar uitdrukkelijk verboden over Silvio Berlusconi te spreken.
Nadat L'Unione de verkiezingen in 2006 won, verminderde de invloed van Berlusconi op de Rai maar verklaarde Guzzanti dat ze nog weigerde terug te keren naar de Rai zolang deze onder invloed van de politiek stond. In de jaren 2000 werd ze meermaals bekritiseerd wegens antisemitische en antikatholieke uitspraken en wegens het beledigen van onder andere voormalig minister van gelijke kansen Mara Carfagna en Paus Benedictus XVI.

### Politiek
Guzzanti was kandidaat van de partij Rivoluzione Civile voor de Italiaanse parlementsverkiezingen 2013 en van de partij Sinistra Ecologia Libertà voor de Europese verkiezingen in Italië in 2014.

## Filmografie

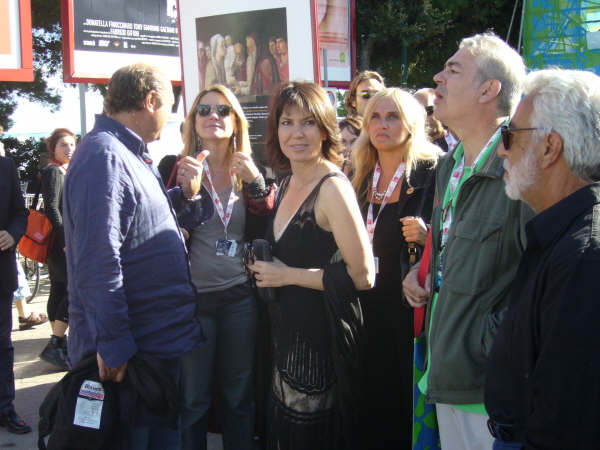
Sabina Guzzanti op het 64e Filmfestival van Venetië

### Films
- 2014: La trattativa, documentaire (actrice, regie, scenario)
- 2011: Franca, la prima, documentaire (regie, scenario)
- 2010: Draquila - L'Italia che trema, documentaire (scenario)
- 2007: Le ragioni dell'aragosta, documentaire (regie, scenario)
- 2005: Viva Zapatero!, documentaire (regie, scenario)
- 2001: Bimba (actrice, regie, scenario)
- 1994: Troppo sole (actrice, scenario)
- 1991: La cattedra (actrice)
- 1989: Affetti speciali (actrice)
- 1989: Night club (actrice)
- 1988: I cammelli (actrice)

### Televisie
- 2012: Un due tre stella (LA7)
- 2003: Raiot - Armi di distrazione di massa (Rai 3)
- 2001: L'ottavo nano (Rai 2)
- 1998: La posta del cuore (Rai 2)
- 1997: Pippo Chennedy Show (Rai 2)
- 1993-1994: Tunnel (Rai 3)
- 1991-1993: Avanzi (Rai 3)
- 1989-1990: La TV delle ragazze (Rai 3)
- 1989: Ovidio (Canale 5)
- 1988: L'araba fenice (Italia 1)
- 1997: Proffimamente non stop (Rai 1)

### Theater

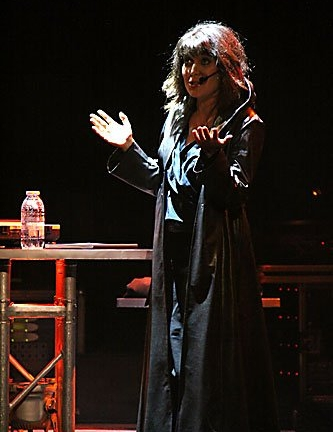
Sabina Guzzanti, Vilipendio tour

- 2015-2016: Come ne venimmo fuori, regie: Giorgio Gallione
- 2011-2012: Sìsìsì...Oh sì, regie: Giorgio Gallione
- 2008-2009: Vilipendio Tour, regie: Sabina Guzzanti
- 2004-2005: Reperto Raiot, regie: Giorgio Gallione
- 2003: Giuro di dire la Varietà 2, regie: Giorgio Gallione
- 2002: Giuro di dire la Varietà, regie: Paola Galassi
- 2001: Recital, regie: Sabina Guzzanti
- 1998: L'assoluto naturale van Goffredo Parise, regie: Federico Tiezzi
- 1994: Non io Sabina e le altre, regie: Giorgio Gallione
- 1990: Con fervido zelo, regie: Sabina Guzzanti
- 1989: I mondi bassi, regie :Sabina Guzzanti
- 1988: Il fidanzato di bronzo, regie: Sabina Guzzanti
- 1987: Il tempo restringe, regie: Sabina Guzzanti

## Prijzen en nominaties
De belangrijkste:
| Jaar | Prijs                  | Categorie                       | Genomineerde(n)               | Uitslag     |
| ---- | ---------------------- | ------------------------------- | ----------------------------- | ----------- |
| 2010 | Nastro d'argento       | Beste documentaire              | Draquila - L'Italia che trema | Genomineerd |
| 2006 | Nastro d'argento       | Beste documentaire              | Viva Zapatero!                | Gewonnen    |
| 2005 | Europese filmprijs     | Beste documentaire              | Viva Zapatero!                | Genomineerd |
| 2005 | Sundance Film Festival | Grand Jury Prize (documentaire) | Viva Zapatero!                | Genomineerd |
| 1995 | Nastro d'argento       | Beste actrice                   | Troppo sole                   | Genomineerd |